# Пулитцеровская премия за лучшую драму
Пу́литцеровская пре́мия за дра́му (англ. Pulitzer Prize for Drama) — номинация Пулитцеровской премии, существующая с 1917 года и являющаяся одной из наиболее престижных театральных наград в США.

За выдающуюся пьесу американского автора, предпочтительно оригинальную в своем источнике и касающуюся американской жизни.Оригинальный текст (англ.)For a distinguished play by an American author, preferably original in its source and dealing with American life.

## История
Оригинальный план номинаций Джозефа Пулитцера предусматривал награду в сфере исполнительского искусства. Изначально премию «За драму» присуждали за: 

Оригинальную американскую пьесу, поставленную в Нью-Йорке, которая должна наилучшим образом представлять обучающую ценность и значимость сцены в повышении стандартов хорошей морали, хорошего вкуса и хороших манер.Оригинальный текст (англ.)For the original American play, performed in New York, which shell best represent the educational value and power of the stage in raising the standard of good morals, good taste, and good manners.
 Хоть критерии и название награды изначально были ориентированы исключительно на драмы, уже на второй год существования её присудили комедийной пьесе «Зачем жениться?» (англ. Why Marry?). Один из членов жюри признался: «Я видел „Зачем жениться?“… и нахожу её замечательным комедийным произведением… В ней есть некоторые моменты, которые мне не нравятся, но в целом это лучшее драматическое произведение, которое я видел в этом году». В дальнейшем и комитет, и совет премии неоднократно называли категорию «Пулитцеровской премией за лучшую американскую пьесу». Так, в разные годы её присуждали драмам, комедиям и мюзиклам, включая постановки за пределами Нью-Йорка. Со временем награда стала одной из наиболее престижных театральных премий для трупп по всей стране.
Члены жюри 1919 года посчитали пьесы, представленные в течение предшествовавшего года, недостаточно значимыми. И совет премии принял их предложение в дальнейшем рассматривать к участию постановки, премьеры которых состоялись в прошедшем театральном сезоне на Бродвее, а не в прошлом календарном году. Вплоть до 2007 года номинантов Пулитцеровской премии за драму определяли среди постановок, прошедших со 2 марта предыдущего года до 1 марта текущего года.

## Жюри премии
Жюри награды состоит из трёх членов, которых назначает Совет Пулитцеровской премии. Традиционно в состав входит один представитель Американской академии искусств и литературы и четыре театральных критика. Изначально они называли только лауреатов премии, но с 1983 года комитет анонсирует также финалистов. За Советом награды закреплено право самостоятельно определять победителя или отказываться от вручения награды. Так, в 1955 году уже после выдвижения финалистов председатель Совета премии представил к номинации постановку Уильямса Теннесси «Кошка на раскалённой крыше», с чем согласились остальные члены комитета. В 1960 году рекомендации жюри были отвергнуты в пользу неучаствовавшего мюзикла «Fiorello!». Через три года Совет отказался награждать рекомендованную пьесу Эдварда Олби «Кто боится Вирджинии Вулф?», посчитав постановку «слишком вульгарной» и отменив премию того года.
Другой отличительной чертой премии «За драму» ранних лет являлись трудности с определением победителя, которые возникали, когда один или несколько членов жюри не видели постановки, за которую голосовали остальные. Так, в 1922 году один из трёх судей заявлял, что «не видел пьесу „Анна Кристи“, но чувствует, что она наверняка не понравилась бы ему, и он бы не голосовал за неё». В таких случаях решение принималось большинством голосов также при поддержке Совета премии.

## Лауреаты
| Год  | Постановка                                                                                                  | Лауреат и комментарий                                                              | Премия «Тони» за лучшую пьесу или мюзикл в том же году |
| ---- | --- | ---------------------------------------------------------------------------------- | ------------------------------------------------------ |
| 1917 | Не вручалась                                                                                                | Не вручалась                                                                       | Не вручалась                                           |
| 1918 | «Зачем жениться?» (англ. Why Marry?)                                                                        | Джесси Линч Уильямс                                                                |                                                        |
| 1919 | Не вручалась                                                                                                | Не вручалась                                                                       | Не вручалась                                           |
| 1920 | «За горизонтом» (англ. Beyond the Horizon)                                                                  | Юджин О’Нил                                                                        |                                                        |
| 1921 | «Мисс Лулу Бетт» (англ. Miss Lulu Bett)                                                                     | Зона Гейл                                                                          |                                                        |
| 1922 | «Анна Кристи» (англ. Anna Christie)                                                                         | Юджин О’Нил                                                                        |                                                        |
| 1923 | «Скованный льдами» (англ. Icebound)                                                                         | Оуэн Дэвис                                                                         |                                                        |
| 1924 | «Яростно сражающийся за рай» (англ. Hell-Bent Fer Heaven)                                                   | Хэтчер Хьюз                                                                        |                                                        |
| 1925 | «Они знали, чего желали» (англ. They Knew What They Wanted)                                                 | Сидни Ховард                                                                       |                                                        |
| 1926 | «Жена Крейга» (англ. Craig's Wife)                                                                          | Джордж Келли                                                                       |                                                        |
| 1927 | «За пазухой Авраама» (англ. In Abraham's Bosom)                                                             | Пол Грин                                                                           |                                                        |
| 1928 | «Странная интерлюдия» (англ. Strange Interlude)                                                             | Юджин О’Нил                                                                        |                                                        |
| 1929 | «Уличная сцена» (англ. Street Scene)                                                                        | Элмер Райс                                                                         |                                                        |
| 1930 | «Зелёные пастбища» (англ. The Green Pastures)                                                               | Марк Коннели                                                                       |                                                        |
| 1931 | «Дом Элисон» (англ. Alison's House)                                                                         | Сьюзен Гласпелл                                                                    |                                                        |
| 1932 | Мюзикл «О тебе я пою» (англ. Of Thee I Sing)                                                                | Джордж Кауфман, Морри Рискинд, Айра Гершвин                                        |                                                        |
| 1933 | «Оба ваших дома» (англ. Both Your Houses)                                                                   | Максвелл Андерсон                                                                  |                                                        |
| 1934 | «Люди в белом» (англ. Men in White)                                                                         | Сидни Кингсли                                                                      |                                                        |
| 1935 | «Старая дева» (англ. The Old Maid)                                                                          | Зои Акинс                                                                          |                                                        |
| 1936 | «Восторг идиота» (англ. Idiot's Delight)                                                                    | Роберт Шервуд                                                                      |                                                        |
| 1937 | «Ты не можешь забрать это с собой» (англ. You Can't Take it with You)                                       | Мосс Харт, Джордж Кауфман                                                          |                                                        |
| 1938 | «Наш городок» (англ. Our Town)                                                                              | Торнтон Уайльдер                                                                   |                                                        |
| 1939 | «Линкольн в Иллинойсе» (англ. Abe Lincoln in Illinois)                                                      | Роберт Шервуд                                                                      |                                                        |
| 1940 | «Времена твоей жизни» (англ. The Time of Your Life)                                                         | Уильям Сароян                                                                      |                                                        |
| 1941 | «Да сгинет ночь» (англ. There Shall Be No Night)                                                            | Роберт Шервуд                                                                      |                                                        |
| 1942 | Не вручалась                                                                                                | Не вручалась                                                                       | Не вручалась                                           |
| 1943 | «Кожа наших зубов» (англ. The Skin of Our Teeth)                                                            | Торнтон Уайльдер                                                                   |                                                        |
| 1944 | Не вручалась                                                                                                | Не вручалась                                                                       | Не вручалась                                           |
| 1945 | «Харви» (англ. Harvey)                                                                                      | Мэри Чейз                                                                          |                                                        |
| 1946 | «Государство Союза» (англ. State of the Union)                                                              | Рассел Кроуз, Говард Линдси                                                        |                                                        |
| 1947 | Не вручалась                                                                                                | Не вручалась                                                                       | Не вручалась                                           |
| 1948 | Трамвай «Желание» (англ. A Streetcar Named Desire)                                                          | Уильямс Теннесси                                                                   |                                                        |
| 1949 | «Смерть коммивояжёра» (англ. Death of a Salesman)                                                           | Артур Миллер                                                                       |                                                        |
| 1950 | Мюзикл «Юг Тихого океана» (англ. South Pacific)                                                             | Ричард Роджерс, Оскар Хаммерстайн II, Джошуа Логан                                 |                                                        |
| 1951 | Не вручалась                                                                                                | Не вручалась                                                                       | Не вручалась                                           |
| 1952 | «Сорокопут» (англ. The Shrike)                                                                              | Джозеф Крамм                                                                       |                                                        |
| 1953 | «Пикник» (англ. Picnic)                                                                                     | Уильям Индж                                                                        |                                                        |
| 1954 | «Чайхана Августа Муна» (англ. The Teahouse of the August Moon)                                              | Джон Патрик                                                                        |                                                        |
| 1955 | «Кошка на раскалённой крыше» (англ. Cat on A Hot Tin Roof)                                                  | Уильямс Теннесси                                                                   |                                                        |
| 1956 | «Дневник Анны Франк» (англ. The Diary of Anne Frank)                                                        | Альберт Хакетт, Фрэнсис Гудрич                                                     |                                                        |
| 1957 | «Долгий день уходит в ночь» (англ. Long Day's Journey Into Night)                                           | Юджин О’Нил                                                                        |                                                        |
| 1958 | «Взгляни на дом свой, ангел» (англ. Look Homeward, Angel)                                                   | Кетти Фрингс                                                                       |                                                        |
| 1959 | «J. B.» | Арчибальд Маклиш                                                                   |                                                        |
| 1960 | Мюзикл «Fiorello!»                                                                                          | Джером Вейдман, Джордж Эбботт, Джерри Бок и Шелдон Харник                          |                                                        |
| 1961 | «Домой» (англ. All the Way Home)                                                                            | Тэд Мозель                                                                         |                                                        |
| 1962 | Мюзикл «Как преуспеть в бизнесе, ничего не делая» (англ. How To Succeed In Business Without Really Trying)  | Фрэнк Лессер, Эйб Берроуз                                                          |                                                        |
| 1963 | Не вручалась по решению Совета премии                                                                       | Не вручалась по решению Совета премии                                              | Не вручалась по решению Совета премии                  |
| 1964 | Не вручалась                                                                                                | Не вручалась                                                                       | Не вручалась                                           |
| 1965 | «Если бы не розы» (англ. The Subject Was Roses)                                                             | Фрэнк Гилрой                                                                       |                                                        |
| 1966 | Не вручалась                                                                                                | Не вручалась                                                                       | Не вручалась                                           |
| 1967 | «Нежный баланс» (англ. A Delicate Balance)                                                                  | Эдвард Олби                                                                        |                                                        |
| 1968 | Не вручалась                                                                                                | Не вручалась                                                                       | Не вручалась                                           |
| 1969 | «Великая светлая надежда» (англ. The Great White Hope)                                                      | Говард Саклер                                                                      |                                                        |
| 1970 | «Нет места, чтобы быть кем-то» (англ. No Place to be Somebody)                                              | Чарльз Гордон                                                                      |                                                        |
| 1971 | «Влияние гамма-лучей на поведение маргариток» (англ. The Effect of Gamma Rays on Man-in-the-Moon Marigolds) | Пол Зиндель                                                                        |                                                        |
| 1972 | Не вручалась                                                                                                | Не вручалась                                                                       | Не вручалась                                           |
| 1973 | «Тот самый чемпионат» (англ. That Championship Season)                                                      | Джейсон Миллер                                                                     |                                                        |
| 1974 | Не вручалась                                                                                                | Не вручалась                                                                       | Не вручалась                                           |
| 1975 | «Морской пейзаж» (англ. Seascape)                                                                           | Эдвард Олби                                                                        |                                                        |
| 1976 | Мюзикл «Кордебалет» (англ. A Chorus Line)                                                                   | Майкл Беннетт, Николас Данте, Джеймс Кирквуд-младший, Марвин Хэмлиш, Эдвард Клебан |                                                        |
| 1977 | «Коробка теней» (англ. The Shadow Box)                                                                      | Майкл Кристофер                                                                    |                                                        |
| 1978 | «Игра в джин» (англ. The Gin Game)                                                                          | Дональд Ли Кобурн                                                                  |                                                        |
| 1979 | «Погребённое дитя» (англ. Buried Child)                                                                     | Сэм Шепард                                                                         |                                                        |
| 1980 | «Проделки Тэлли» (англ. Talley's Folly)                                                                     | Лэнфорд Уилсон                                                                     |                                                        |
| 1981 | «Преступления сердца» (англ. Crimes of the Heart)                                                           | Бет Хэнли                                                                          |                                                        |
| 1982 | «История солдата» (англ. A Soldier's Play)                                                                  | Чарльз Фуллер                                                                      |                                                        |

| Год  | Лауреат и финалисты |
| ---- | --- |
| 1983 | «Спокойной ночи мама» (англ. 'night, Mother), Марша Норман. |
| 1983 | Финалисты: - «Настоящий Запад» (англ. True West), Сэм Шепард |
| 1984 | «Гленгарри Глен Росс» (англ. Glengarry Glen Ross), Дэвид Мэмет. |
| 1984 | Финалисты: - «Без ума от любви» (англ. Fool for Love), Сэм Шепард - «Рисуя церкви» (англ. Painting Churches), Тина Хоу |
| 1985 | Мюзикл «Воскресенье в парке с Джорджем» (англ. Sunday in the Park with George), Стивен Сондхайм и Джеймс Лапин. |
| 1985 | Финалисты: - «Столовая» (англ. The Dining Room), Альберт Рамсделл Гёрни - «Госпел в Колоне» (англ. The Gospel at Colonus), Ли Бруер и Боб Тельсон |
| 1986 | Не вручалась |
| 1986 | |
| 1987 | «Ограды» (англ. Fences), Огаст Уилсон. |
| 1987 | Финалисты: - «Границы Бродвея» (англ. Broadway Bound), Нил Саймон - «Прогулка в лесах» (англ. A Walk in the Woods), Ли Блессинг |
| 1988 | «Шофер мисс Дэйзи» (англ. Driving Miss Daisy), Альфред Ури. |
| 1988 | Финалисты: - «Жизнь мальчика» (англ. Boy’s Life), Говард Кордер - «Радиоболтовня» (англ. Talk Radio), Эрик Богосян |
| 1989 | «Хроники из жизни Хайди» (англ. The Heidi Chronicles), Венди Вассерштейн. |
| 1989 | Финалисты: - «Урок фортепиано» (англ. The Piano Lesson), Огаст Уилсон - «М. Баттерфляй» (англ. M. Butterfly), Дэвид Генри Хванг |
| 1990 | «Урок фортепиано» (англ. The Piano Lesson), Огаст Уилсон. |
| 1990 | Финалисты: - «И что за ночь?» (англ. And What of the Night?), Мария Форнес - «Любовные письма» (англ. Love Letters), Альберт Рамсделл Гёрни |
| 1991 | «Затерявшиеся в Йонкерсе» (англ. Lost in Yonkers), Нил Саймон. |
| 1991 | Финалисты: - «Прелюдия к поцелую» (англ. Prelude to a Kiss), Крейг Лукас - «Шесть степеней отчуждения» (англ. Six Degrees of Separation), Джон Гуаре |
| 1992 | «Цикл Кентукки» (англ. The Kentucky Cycle), Роберт Шенккан. |
| 1992 | Финалисты: - «Беседы с моим отцом» (англ. Conversations with My Father), Херб Гарднер - «Дети мисс Эверс» (англ. Miss Evers' Boys), Дэвид Фельдшух - «Два поезда» (англ. Two Trains Running), Огаст Уилсон - «Невидимый взгляд» (англ. Sight Unseen), Дональд Маргулис |
| 1993 | «Ангелы в Америке: Миллениум приближается» (англ. Angels in America: Millennium Approaches), Тони Кушнер. |
| 1993 | Финалисты: - «Моя судьба» (англ. The Destiny of Me), Ларри Крамер - «Огни в зеркале» (англ. Fires in the Mirror), Анна Дивер Смит |
| 1994 | «Три высокие женщины» (англ. Three Tall Women), Эдвард Олби. |
| 1994 | Финалисты: - «Килли и Ду» (англ. Keely and Du), Джейн Мартин - «Идеальный Ганеш» (англ. A Perfect Ganesh), Терренс МакНалли |
| 1995 | «Молодой человек из Атланты» (англ. The Young Man From Atlanta), Хортон Фут. |
| 1995 | Финалисты: - «Криптограмма» (англ. The Cryptogram), Дэвид Мэмет - «Семь гитар» (англ. Seven Guitars), Огаст Уилсон |
| 1996 | Мюзикл «Богема» (англ. Rent), Джонатан Ларсон. |
| 1996 | Финалисты: - «Честная страна» (англ. A Fair Country), Джон Робин Байц - «Зловещие старые песни» (англ. Old Wicked Songs), Джон Маранс |
| 1997 | Не вручалась |
| 1997 | Финалисты: - «Сборник рассказов» (англ. Collected Stories), Дональд Маргулис - «Последняя ночь Бэллиху» (англ. The Last Night of Ballyhoo), Альфред Ури - «Зачёркивая гордость» (англ. Pride's Crossing), Тина Хоу |
| 1998 | «Как я научился водить» (англ. How I Learned to Drive), Пола Вогел. |
| 1998 | Финалисты: - «Фридомлэнд» (англ. Freedomland), Эми Фрид - «Три дня дождя» (англ. Three Days of Rain), Ричард Гринберг |
| 1999 | «Wit» (англ. Wit), Маргарет Эдсон. |
| 1999 | Финалисты: - «Бегущий человек» (англ. Running Man), Дидре Мюррей и Корнелиус Иди - «Посторонний» (англ. Side Man), Уоррен Лейт |
| 2000 | «Ужин с друзьями» (англ. Dinner with Friends), Дональд Маргулис. |
| 2000 | Финалисты: - «В крови» (англ. In the Blood), Сюзан-Лори Паркс - «Король Хедли II» (англ. King Hedley II), Огаст Уилсон |
| 2001 | «Доказательство» (англ. Proof), Дэвид Оберн. |
| 2001 | Финалисты: - «Пьеса про младенца» (англ. The Play About the Baby), Эдвард Олби - «Галерея Уэйверли» (англ. The Waverley Gallery), Кеннет Лонерган |
| 2002 | «Topdog/Underdog» (англ. Topdog/Underdog), Сюзан-Лори Паркс. |
| 2002 | Финалисты: - «Триумф жизни» (англ. The Glory of Living), Ребекка Гилман - «Жёлтый человек» (англ. Yellowman), Даэль Орландерсмит |
| 2003 | «Анна в тропиках» (англ. Anna in the Tropics), Нило Круз. |
| 2003 | Финалисты: - «Коза, или кто такая Сильвия» (англ. The Goat or Who Is Sylvia?), Эдвард Олби - «Давай погуляем» (англ. Take Me Out), Ричард Гринберг |
| 2004 | «Я – моя собственная жена» (англ. I Am My Own Wife), Дуг Райт. |
| 2004 | Финалисты: - «Человек из Небраски» (англ. Man from Nebraska), Трейси Леттс - «Все в сборе» (англ. Omnium Gatherum), Тереза Ребек и Александра Герстен-Вассиларос |
| 2005 | «Сомнение: Притча» (англ. Doubt: A Parable), Джон Патрик Шэнли. |
| 2005 | Финалисты: - «Чистый дом» (англ. The Clean House), Сара Рул - «Том Пайн (пьеса, основанная ни на чём)» (англ. Thom Pain — based on nothing), Уилл Ино |
| 2006 | Не вручалась |
| 2006 | Финалисты: - «Мисс Уизерспун» (англ. Miss Witherspoon), Кристофер Дюранг - «Интеллектуальный дизайн Дженни Чоу» (англ. The Intelligent Design of Jenny Chow), Ролин Джонс - «Зима красных фонарей» (англ. Red Light Winter), Адам Рапп |
| 2007 | «Кроличья нора» (англ. Rabbit Hole), Дэвид Линдси-Эбер. |
| 2007 | Финалисты: - «Bulrusher», Элиза Дэвис - «Орфей X» (англ. Orpheus X), Ринд Экерт - «Эллиот, солдатская фуга» (англ. Elliot, a Soldier’s Fugue), Кьяра Алегрия Худес |
| 2008 | «Август: графство Осейдж» (англ. August: Osage County), Трейси Леттс. |
| 2008 | Финалисты: - «Умирающий город» (англ. Dying City), Кристофер Шинн - «Жёлтое лицо» (англ. Yellow Face), Дэвид Генри Хванг |
| 2009 | «Испорченная» (англ. Ruined), Линн Ноттаж. Пронзительная драма в хаотическом Конго, которая принуждает зрителей столкнуться с ужасами военного насилия и жестокости, одновременно находя аффирмацию жизни и надежды среди безнадёжности. |
| 2009 | Финалисты: - «Бекки Шоу» (англ. Becky Shaw), Джина Гионфриддо - Мюзикл «На высотах» (англ. In The Heights), Лин-Мануэль Миранда и Кьяра Алегрия Худес |
| 2010 | «Недалеко от нормы» (англ. Next to Normal), Том Китт и Брайан Йорки. Мощный рок-мюзикл, который сражается с ментальными заболеваниями в пригородной семье и расширяет границы тематик, значимых для мюзиклов. |
| 2010 | Финалисты: - «Бенгальский тигр в зоопарке Багдада» (англ. Bengal Tiger at the Baghdad Zoo), Раджив Джозеф - «Явление Чада Дейти» (англ. The Elaborate Entrance of Chad Deity), Кристоффер Диас - «В соседней комнате (или пьеса о вибраторе)» (англ. In the Next Room or The Vibrator Play), Сара Рул                                                                                                  |
| 2011 | «Клайборн Парк» (англ. Clybourne Park), Брюс Норрис. Мощная работа, чьи запоминающиеся персонажи остроумно и проницательно размышляют о местами нездоровом противоборстве Америки с расой и классовым самосознанием. |
| 2011 | Финалисты: - «Детроит» (англ. Detroit), Лиза Дамур - «Свободный цветной человек» (англ. A Free Man of Color), Джон Гуаре |
| 2012 | «Ложка, полная воды» (англ. Water by the Spoonful), Кьяра Алегрия Худес. Образная пьеса о поиске смысла вернувшимся из Ирака ветераном войны, который работает в магазине сэндвичей в родном городе Филадельфии. |
| 2012 | Финалисты: - «Другие города пустыни» (англ. Other Desert Cities), Джон Робин Байц - «Сыны пророка» (англ. Sons of the Prophet), Стивен Карам |
| 2013 | «Опозоренный» (англ. Disgraced), Айяд Ахтар. Трогательная пьеса, в которой изображён успешный корпоративный юрист, мучительно размышляющий, почему он так долго скрывал своё пакистанско-мусульманское наследие. |
| 2013 | Финалисты: - «Восторг, вспышка и ожог» (англ. Rapture, Blister, Burn), Джина Гионфриддо - «4000 миль» (англ. 4000 Miles), Эми Херцог |
| 2014 | «Киношка» (англ. The Flick), Энни Бейкер. Продуманная драма с хорошо проработанными персонажами, которая рассказывает о трёх сотрудниках арт-хаус кинотеатра в Массачусетсе, демонстрируя жизни, редко встречающейся на сцене. |
| 2014 | Финалисты: - «Любопытный случай разума Ватсона» (англ. The (Curious Case of the) Watson Intelligence), Мадлен Джордж - Мюзикл «Весёлый дом» (англ. Fun Home), Лиза Крон и Жанин Тесори |
| 2015 | «Между берегом и сумасшествием» (англ. Between Riverside and Crazy), Стивен Адли Гиргис. Детализированная, прекрасно написанная пьеса о столкнувшимся с выселением отставном полицейском, которая использует чёрную комедию для противопоставления вопросов жизни и смерти. |
| 2015 | Финалисты: - «Отец приходит домой с войн (части 1, 2, 3)» (англ. Father Comes Home from the Wars. Parts 1, 2, 3), Сюзан-Лори Паркс - «Марджори Прайм» (англ. Marjorie Prime), Джордан Харрисон |
| 2016 | Мюзикл «Гамильтон» (англ. Hamilton), Лин-Мануэль Миранда. Знаменитый американский мюзикл о талантливом и вредящем себе отце-основателе, чья история становится одновременно современной и неотразимой. |
| 2016 | Финалисты: - «Глория» (англ. Gloria), Бранден Джейкобс-Дженкинс - «Люди» (англ. The Humans), Стивен Карам |
| 2017 | «Пот» (англ. Sweat), Линн Ноттаж. Утончённая, но мощная драма, которая напоминает зрителям о том, какие ловушки всё ещё стоят перед рабочими, жаждущими американской мечты. |
| 2017 | Финалисты: - «24 года истории популярной музыки» (англ. A 24-Decade History of Popular Music), Тейлор Мак - «Волки» (англ. The Wolves), Сара Делаппе |
| 2018 | «Стоимость жизни» (англ. Cost of Living), Мартина Майок. Честная, оригинальная работа, которая предлагает зрителям исследовать разные представления о привилегиях и человеческих взаимоотношениях на примере двух пар несовместимых персонажей: уволенного дальнобойщика и его недавно парализованной бывшей жены, и высокомерного молодого человека с церебральным параличом и его нового попечителя. |
| 2018 | Финалисты: - «Все» (англ. Everybody), Бранден Джейкобс-Дженкинс - «Протокол» (англ. The Minutes), Трейси Леттс |
| 2019 | «Фэйрвью» (англ. Fairview), Джеки Сибблиз Друри. Драматическая пьеса, затрагивающая вопросы самоидентификации расы и раскрывающая общественные предрассудки. |
| 2019 | Финалисты: - «Страна танца» (англ. Dance Nation), Клэр Бэррон - «Что для меня значит конституция?» (англ. What the Constitution Means to Me?), Хайди Шрек |
| 2020 | «Странный цикл» (англ. A Strange Loop), Майкл Р. Джексон. Метаповествующий мюзикл, в котором рассказ следует за творческим процессом художника, трансформирующего ограничения идентичности, расы и сексуальности, которые когда-то толкали его в пропасть культурного мейнстрима, в медитацию о всеобщих человеческих страхах и неуверенности.                                                         |
| 2020 | Финалисты: - «Герои четвёртого поколения» (англ. «Heroes of the Fourth Turning»), Уилл Арбери - «Мягкая сила» (англ. Soft Power), Дэвид Генри Хванг и Джанин Тесори |

Плакаты и сцены из оригинальных постановок-лауреатов Пулитцеровской премии за драму
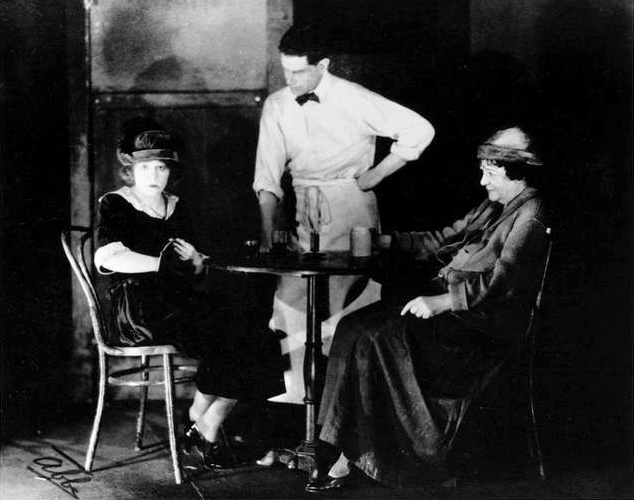
Сцена из пьесы «Анна Кристи», 1922 год
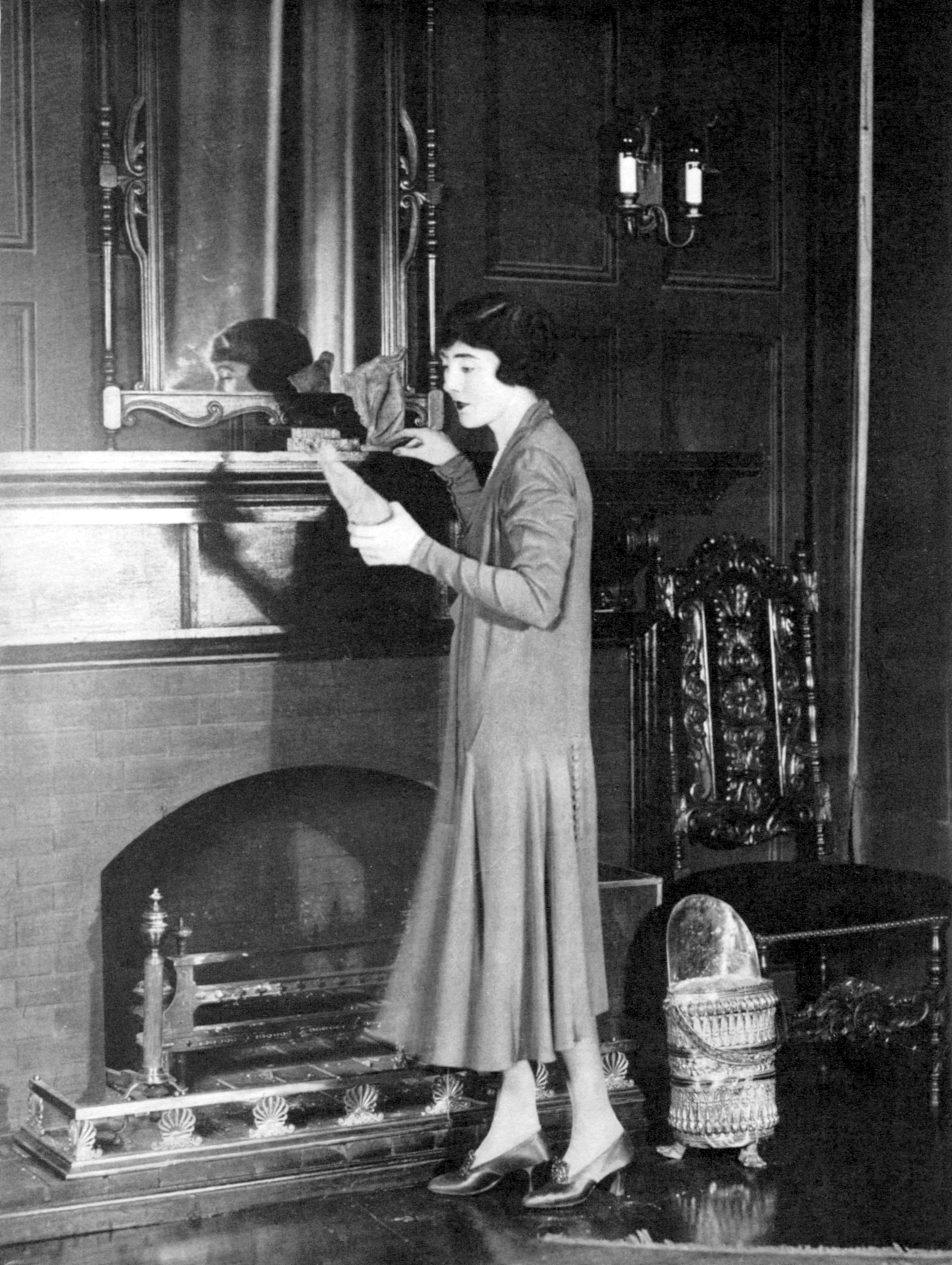
Сцена из пьесы «Жена Крейга», 1926 год
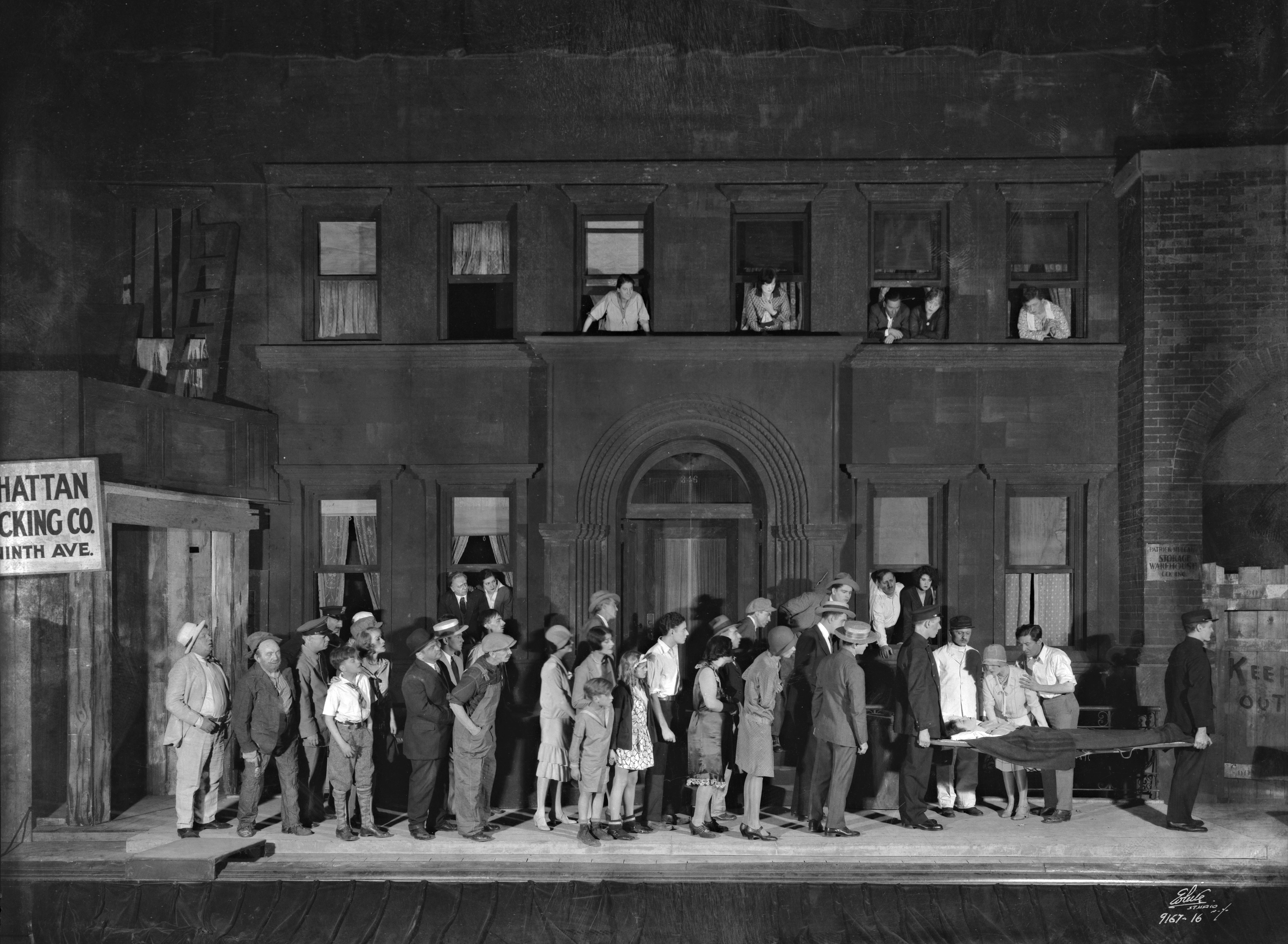
Сцена из пьесы «1930», год
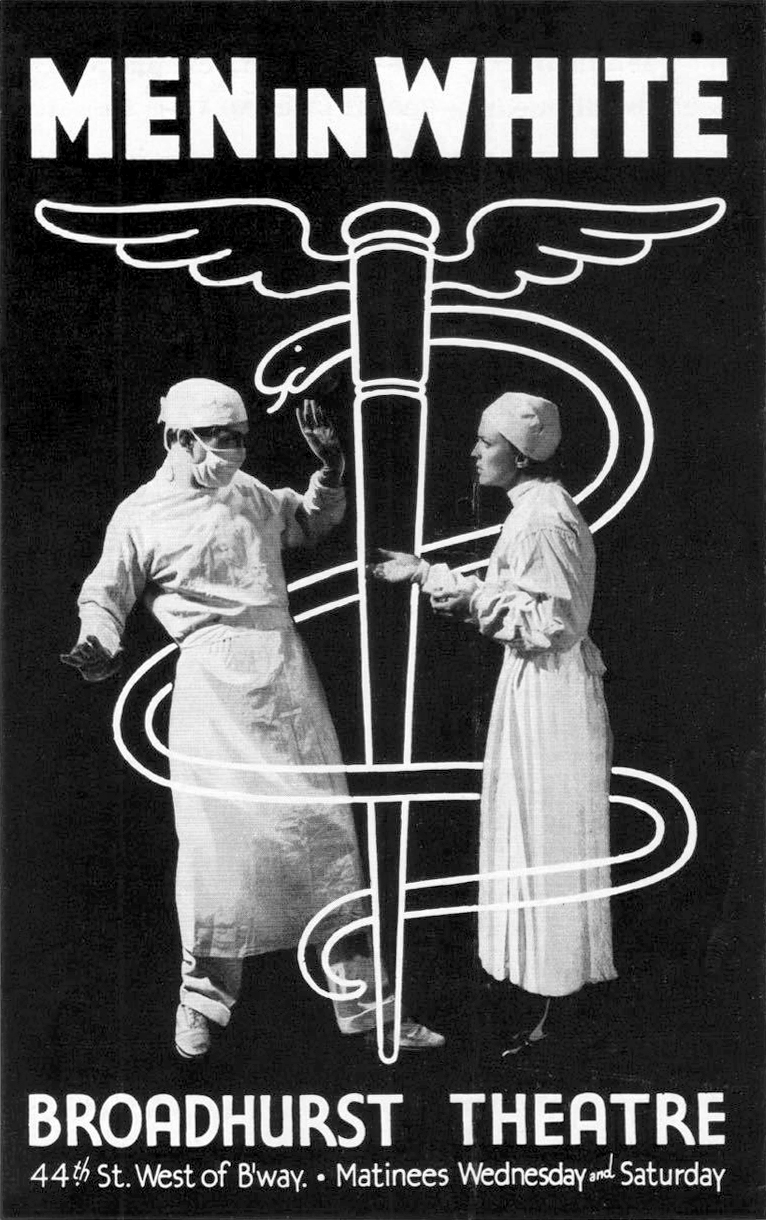
Афиша пьесы «Люди в белом», 1933 год
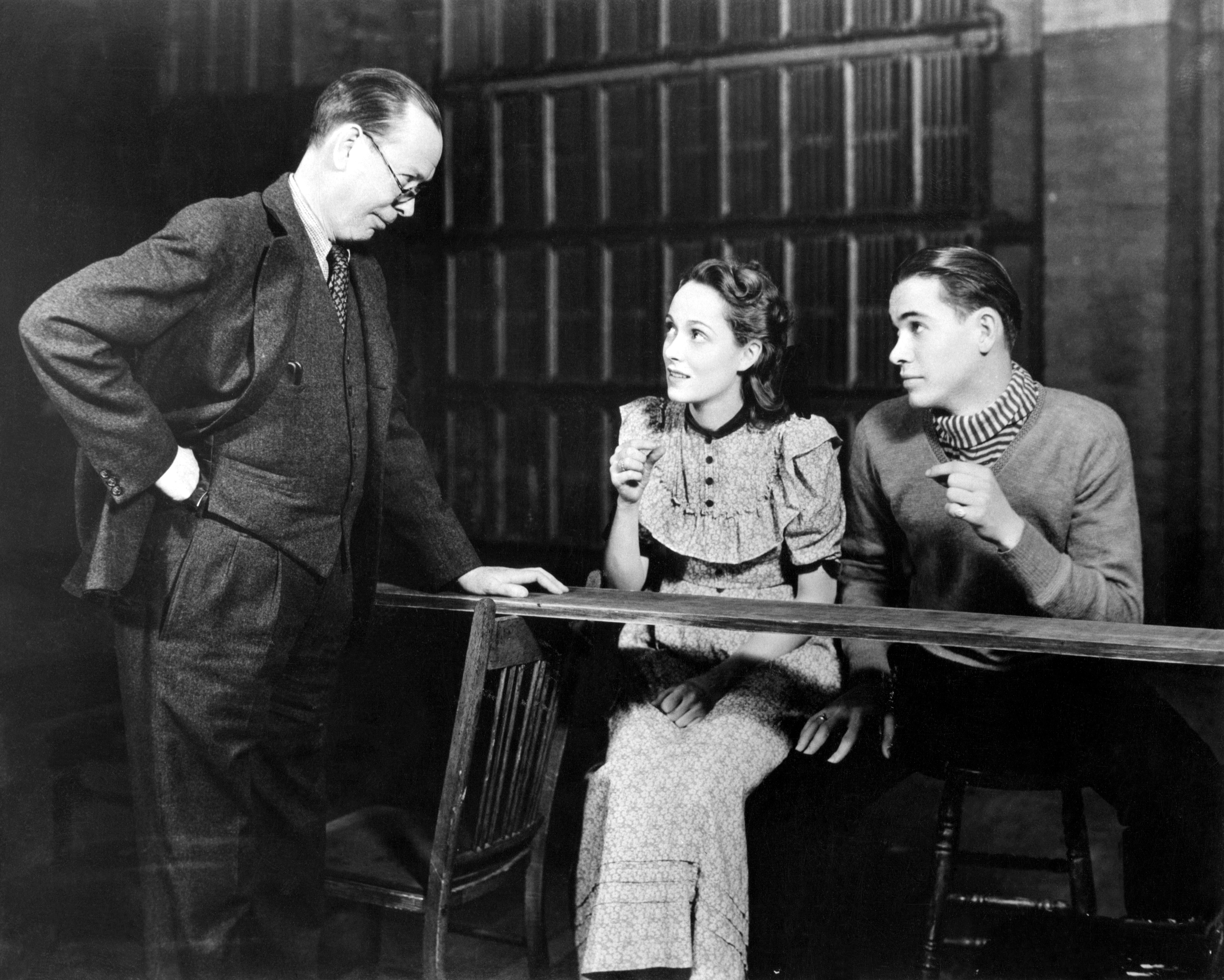
Сцена из пьесы «Наш городок», 1938 год
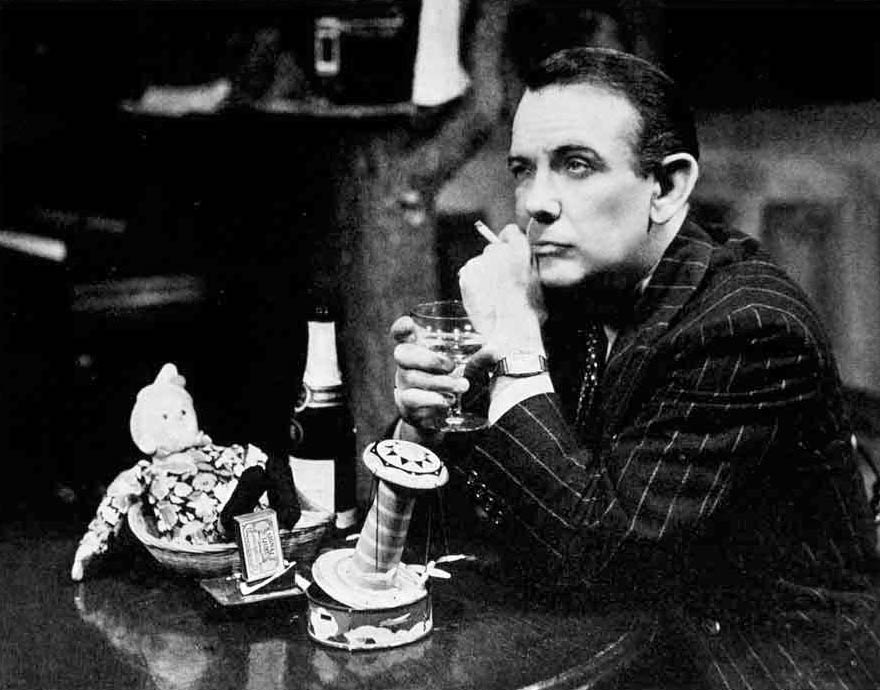
Сцена из пьесы «Времена твоей жизни»,  1940 год
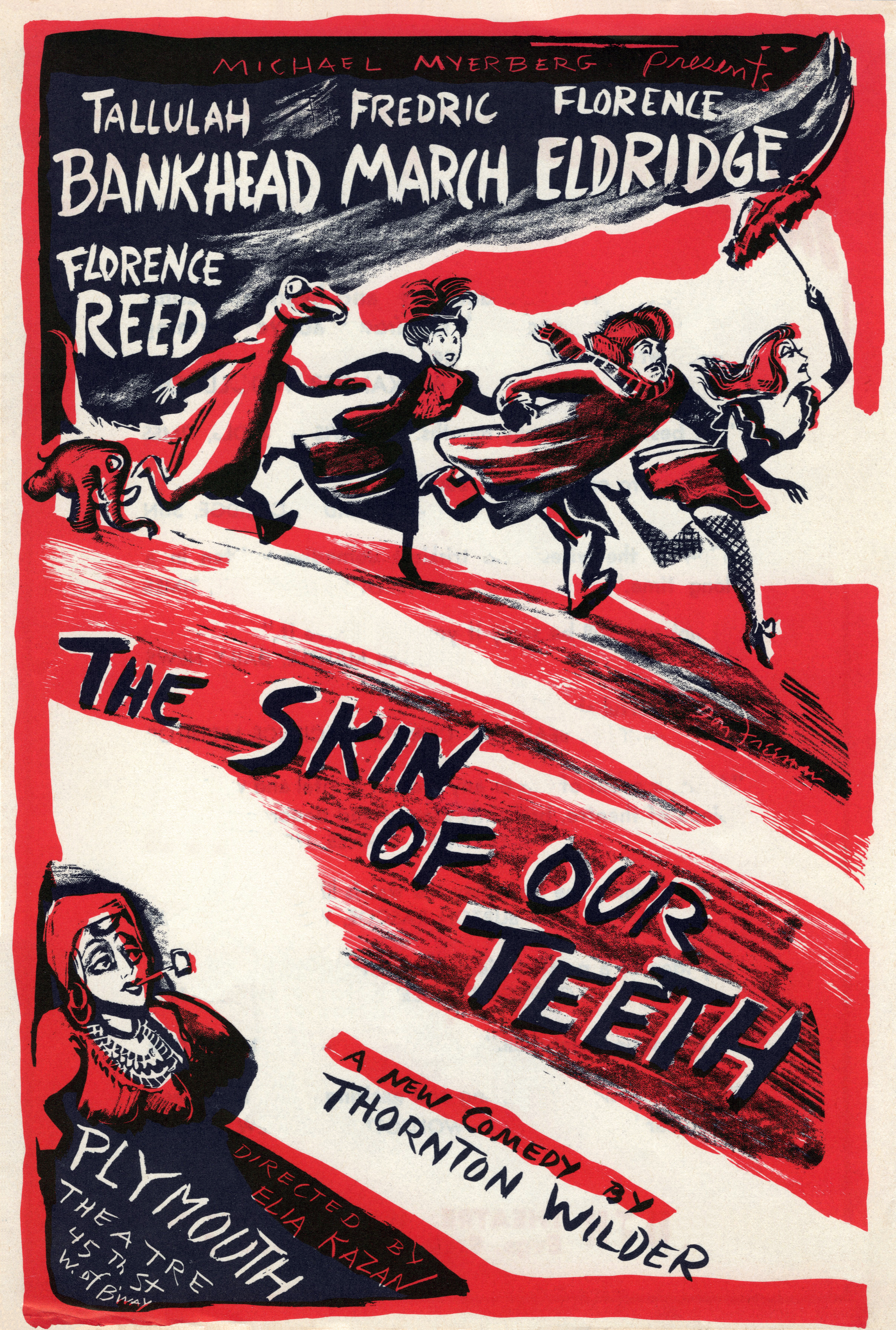
Афиша пьесы «Кожа наших зубов», 1942 год
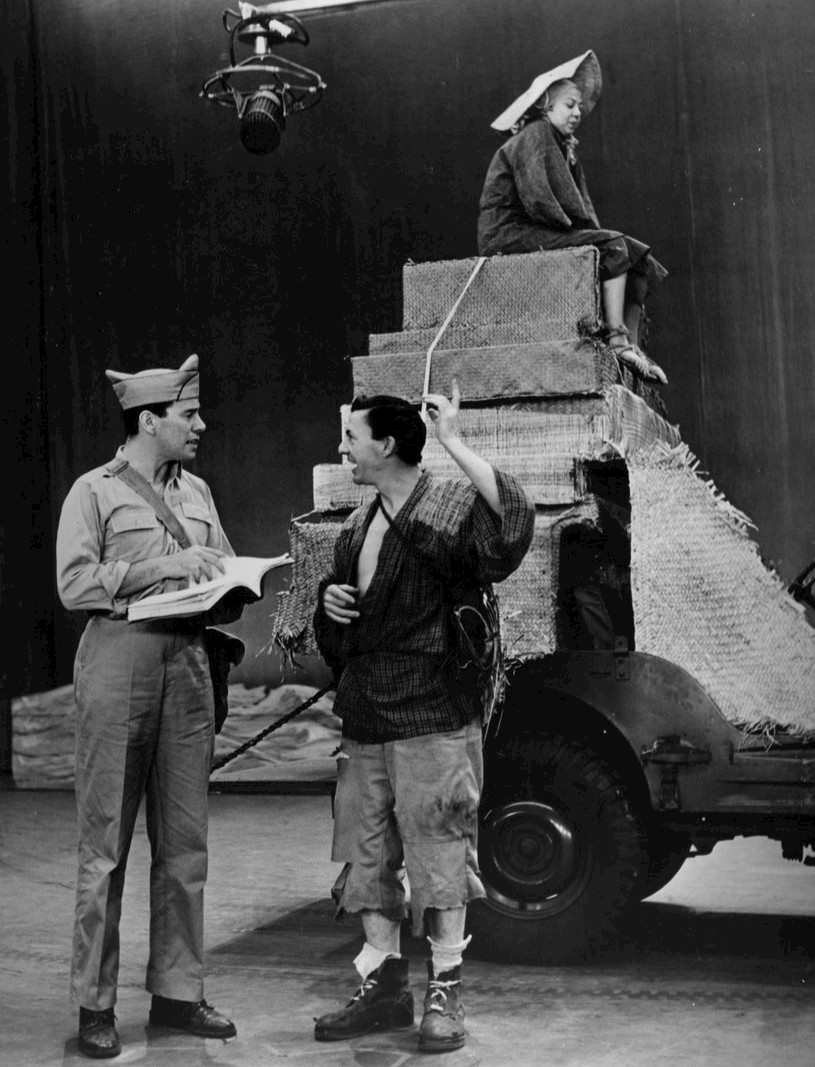
Сцена из пьесы «Чайхана Августа Муна», 1954 год
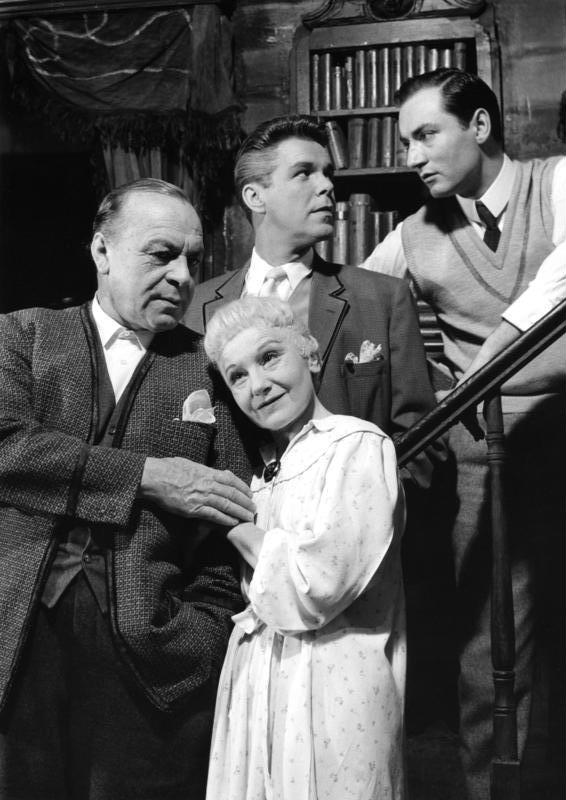
Труппа пьесы «Долгий день уходит в ночь», 1958 год
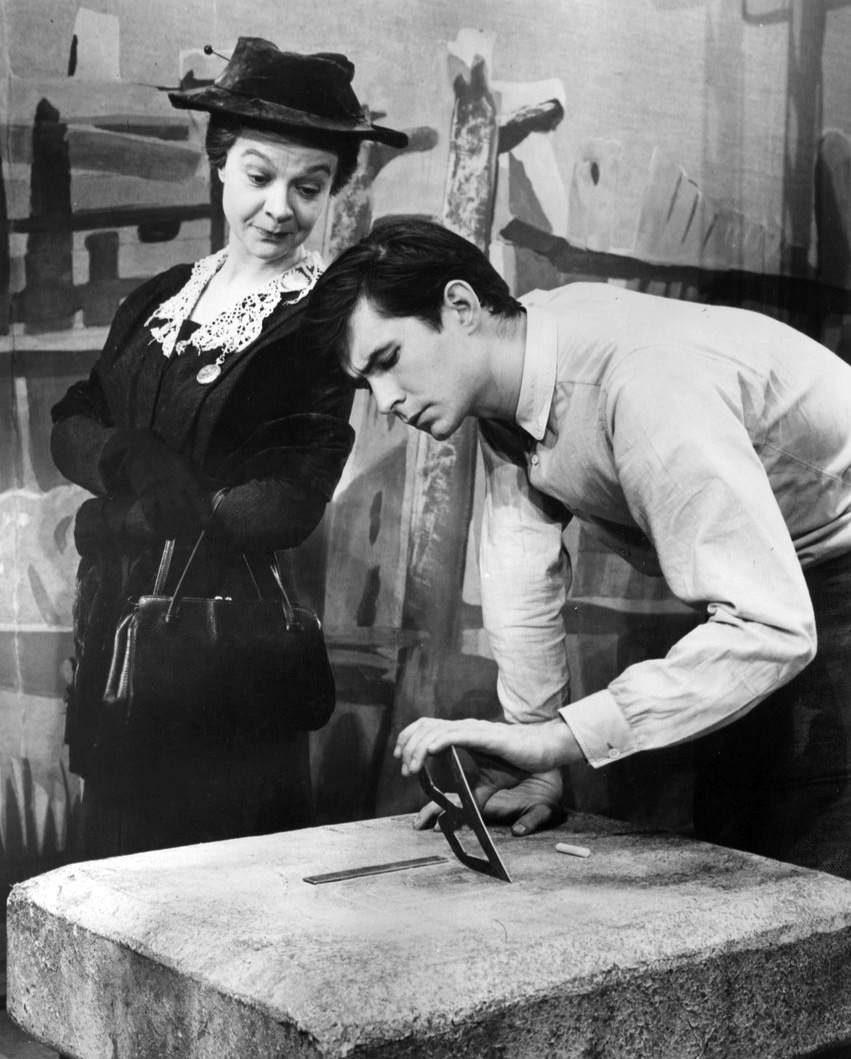
Сцена из пьесы «Взгляни на дом свой, ангел», 1958 год
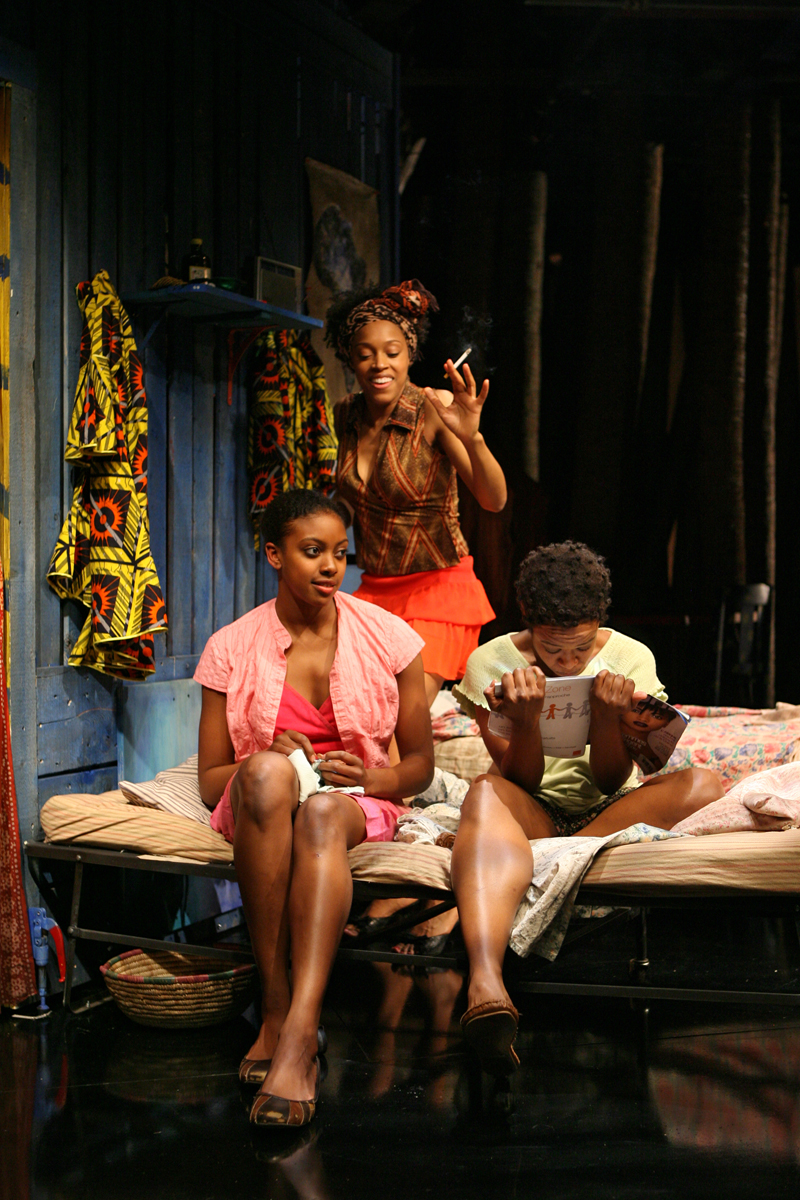
Сцена из пьесы «Испорченная», год

## Многократные лауреаты
Американский драматург Юджин О’Нил был удостоен Пулитцеровской премии четыре раза: («За горизонтом» (1920), «Анна Кристи» (1922), «Странная интерлюдия» (1928), «Долгий день уходит в ночь» (1957). Если бы в 1963 году Совет премии согласился с решением жюри и наградил пьесу «Кто боится Вирджинии Вулф?», драматург Эдвард Олби стал бы вторым четырёхкратным лауреатом за всю историю номинации, добавив награду к полученным в 1967, 1975 и 1994 годах. Кроме него, три раза награду также получал драматург Роберт Шервуд (1936, 1939 и 1941). Дважды премией были отмечены:
- Джордж Кауфман (1932 и 1937);
- Торнтон Уайлдер (1938 и 1943);
- Уильямс Теннесси (1948 и 1955);
- Огаст Уилсон[6][7].

## Мюзиклы
За всё время существования Пулитцеровской премии за драму её лауреатами становились девять мюзиклов: «О тебе я пою» 1932 год, «Юг Тихого океана» 1950 год, «Fiorello!» 1960 год, «Как преуспеть в бизнесе, ничего не делая» 1962 год, «Кордебалет» 1976, «Воскресенье в парке с Джорджем» 1985, «Богема» 1996 год. Две музыкальные постановки выходили в финал: «На высотах» 2009 год, «Весёлый дом» 2014 год.
При награждении мюзикла награду традиционно разделяют между композитором, либреттистом и автором книги, по мотивам которой был поставлен мюзикл. Исключением стала первая отмеченная наградой музыкальная постановка «О тебе я пою». Жюри 1932 года поощрило работу только либреттиста Айры Гершвина, а также авторов книги Джорджа Кауфмана и Морри Рискинда. Композитор Джордж Гершвин не был удостоен награды. Решение объяснили тем, что номинация отмечает драматические произведения, а не музыкальные постановки, хотя в последующие годы композиторы разделяли награды наравне с авторами.